# Łączki Jagiellońskie
Łączki Jagiellońskie est une localité polonaise de la gmina de Wojaszówka, située dans le powiat de Krosno en voïvodie des Basses-Carpates.